# Stacionarna točka
V matematiki, zlasti pri kalkulusu, je stacionarna točka odvedene funkcije točka na grafu funkcije, kjer je odvod funkcije enaka nič.  Neuradno gre za točko, ko se funkcija preneha povečevati oz. zmanjšati (od tod tudi ime).      